# Koszmosz–225
A Koszmosz–225 (DSZ-U1-Ja/oroszul: ДС-У1-Я) (oroszul: Космос 225) Koszmosz műhold, a szovjet műszeres műhold-sorozat tagja. Ionoszféra kutató műhold.

## Küldetés
Kialakított pályasíkja mentén műszereivel a világűr sugárzásának ellenőrzését végezte. Röntgensugármérő műszerekkel szerelték fel. Katonai és állami szolgálatot végzett.

## Jellemzői
Üzemeltetője a szovjet Tudományos Akadémia.
1968. június 11-én a Kapusztyin Jar rakétakísérleti lőtérről a Majak–2 indítóállásából egy Koszmosz–2M (11K63) típusú hordozórakétával juttatták Föld körüli, közeli körpályára. Az orbitális egység pályája 92,2 perces, 48,4 fokos hajlásszögű, elliptikus pálya perigeuma 250 kilométer, apogeuma 492 kilométer volt. Hasznos tömege 375 kilogramm. A sorozat felépítését, szerkezetét, alapvető fedélzeti rendszereit tekintve egységesített, szabványosított űreszköz. Áramforrása kémiai, illetve napelemek energiájának hasznosítási kombinációja (kémiai akkumulátorok, napelemes energiaellátás – földárnyékban puffer-akkumulátorokkal).
1968. november 2-án 143 napos szolgálati idő után, földi parancsra belépett a légkörbe és megsemmisült.